# Manila
Manila (filipiński Maynila) – stolica Filipin, położona na wyspie Luzon, przy ujściu rzeki Pasig do Zatoki Manilskiej, licząca razem z przedmieściami ponad 24 miliony mieszkańców.

## Demografia
Według spisu z 2007 roku miasto liczyło 1 660 714 mieszkańców, a wraz z Quezon City, Caloocan, Pasay, Makati, Pasig i innymi tworzyło zespół miejski – Metro Manila z populacją 11 553 427. W ostatnich dekadach najszybszy wzrost notuje się na nowych przedmieściach stolicy już poza Metro Manilą w ościennych prowincjach (Laguna, Cavite, Rizal, Bulacan), razem z którymi tworzy tzw. Mega Manilę (16,1 mln w 1995 r., 18,7 mln w 2000 r., 22 mln w 2007 r.).

## Historia
Przed podbojem Filipin przez Hiszpanów Manila była ośrodkiem plemienia Tagalów, natomiast po podboju – siedzibą gubernatora. W XVII w. miasto było często atakowane przez Holendrów. W latach 1762–1764 zajęte przez Brytyjczyków. W latach 1946–1948 i od 1976 roku jest stolicą Filipin. Od 1951 r. bardzo szybki rozwój miasta i aglomeracji.

## Gospodarka
Manila jest obecnie największym ośrodkiem gospodarczym – aglomeracja Manili dostarcza ok. 90% krajowej produkcji przemysłowej. Jest także największym ośrodkiem kulturalno-naukowym Filipin. W Manili znajdują się siedziby (także fabryki) dużych koncernów, m.in. Philips, Honda Motors, Husqvarna, Dagg Kortejn, Lucent Technologies. Jest siedzibą krajowych i międzynarodowych banków (szczególnie miasto Makati) oraz towarzystw ubezpieczeniowych. Przemysł głównie włókienniczy, odzieżowy (Wrangler Inc.), spożywczy (zakłady Danone, liczne cukrownie), elektroniczny.
Manila jest głównym portem morskim Filipin (przeładunek ponad 34 mln t), wywóz kopry, cukru, rud miedzi, chromu, drewna, sprzętu elektronicznego.

## Podział administracyjny

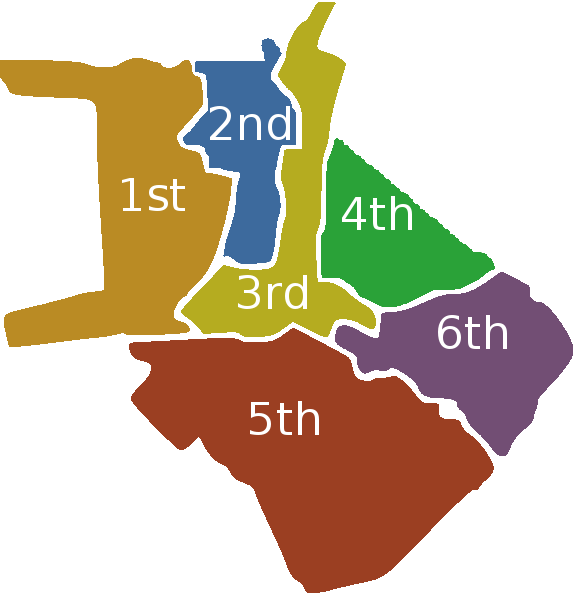
Oficjalne dzielnice Manili

Manila podzielona jest na sześć dzielnic (od 1986), z których każda ma swojego przedstawiciela w Izbie Reprezentantów.
- 1 dzielnica: powierzchnia 4,57 km², ludność 407 331 (2007)
- 2 dzielnica: powierzchnia 4,08 km², ludność 223 273 (2007)
- 3 dzielnica: powierzchnia 6,24 km², ludność 197 242 (2007)
- 4 dzielnica: powierzchnia 5,14 km², ludność 255 613 (2007)
- 5 dzielnica: powierzchnia 11,56 km², ludność 315 961 (2007)
- 6 dzielnica: powierzchnia 7,79 km², ludność 261 294 (2007)

## Nauka i kultura

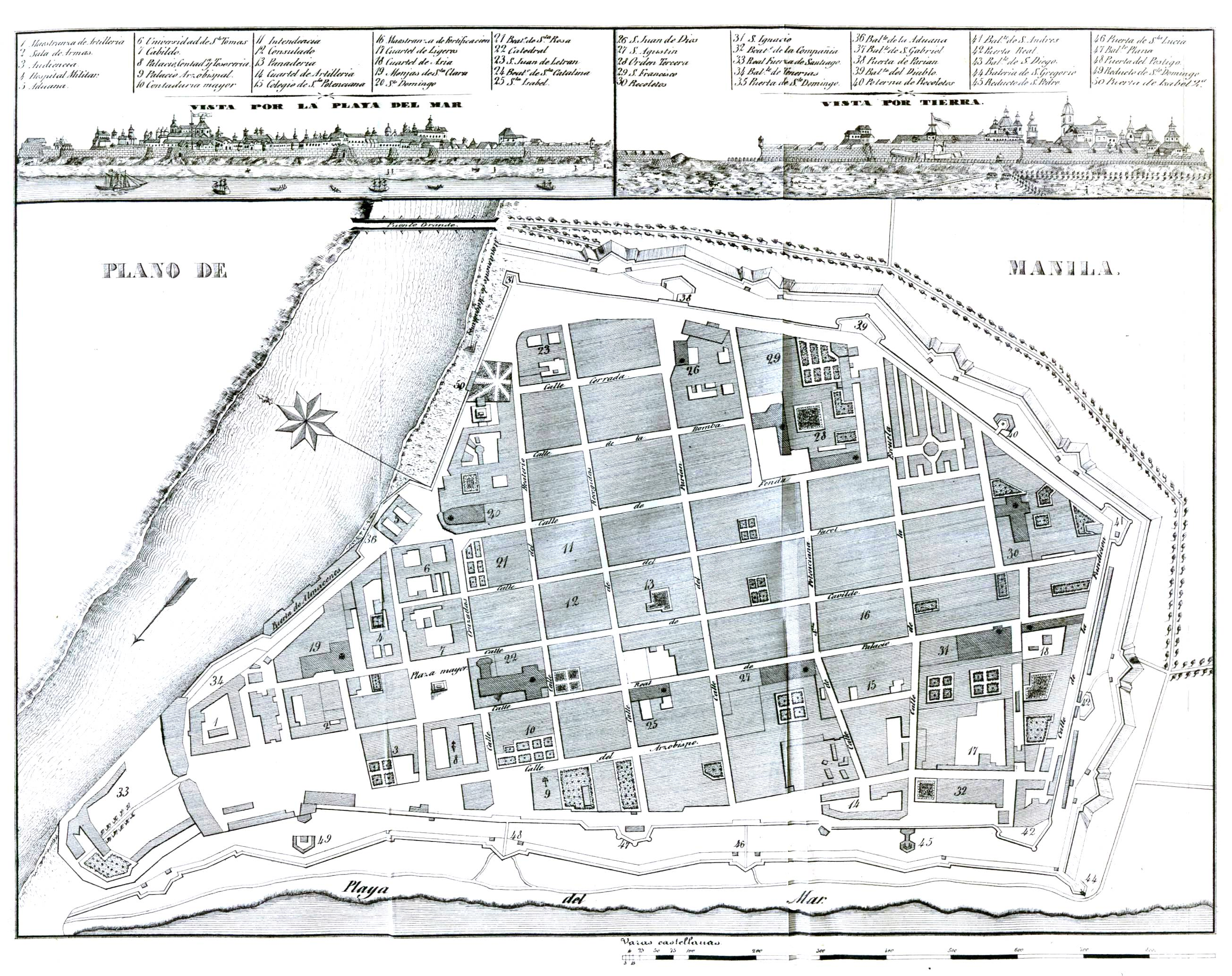
Plan miasta z 1851

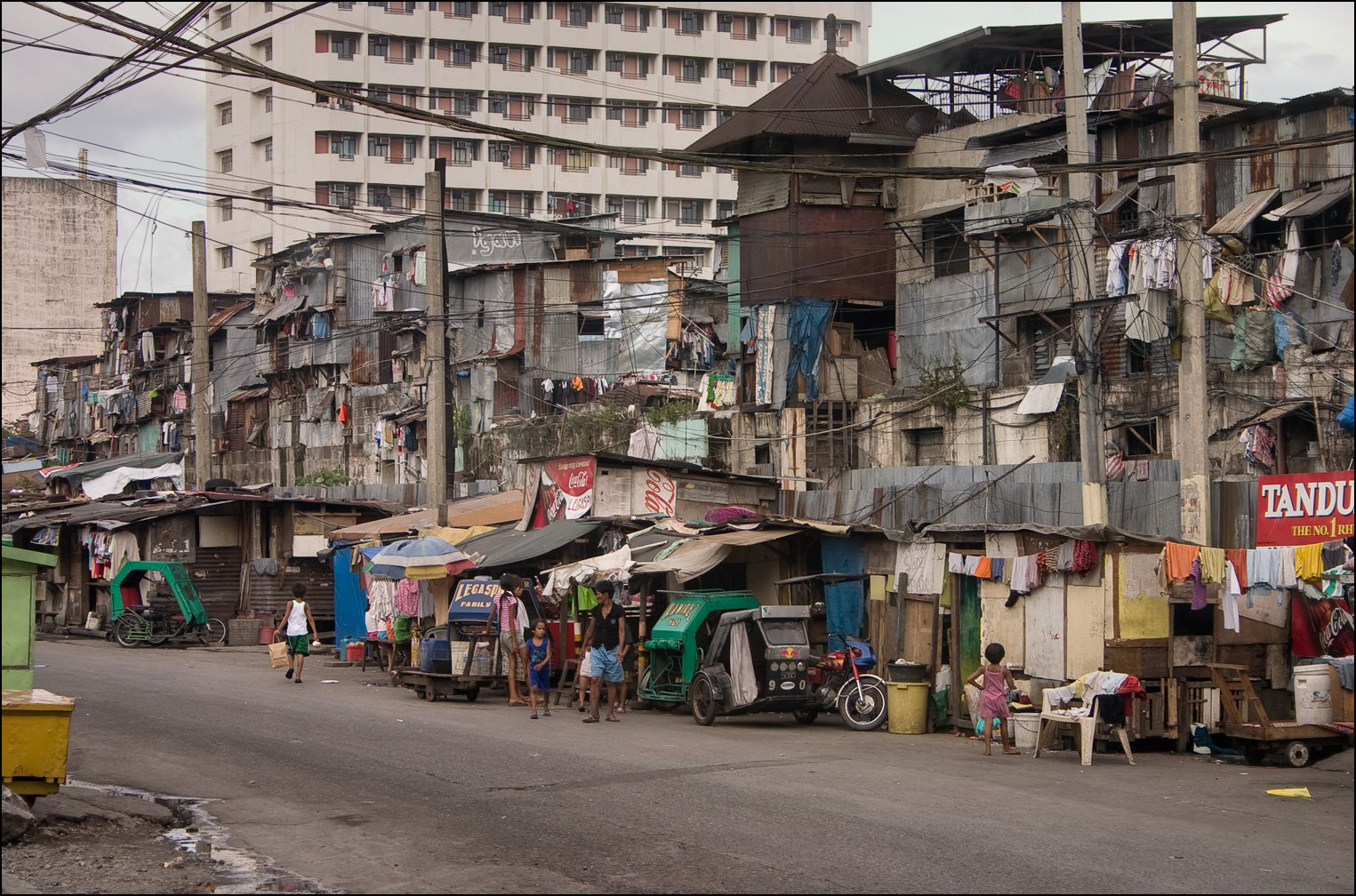
Przedmieścia Manili

Manila jest siedzibą Akademii Nauk, 18 uniwersytetów (m.in. Uniwersytet św. Tomasza założony w 1611 r., uniwersytet narodowy założony w 1900 r.), instytutów naukowych (m.in. Międzynarodowy Instytut Ryżu). W mieście znajdują się też liczne muzea i parki (m.in. rozległy park Luneta).

## Zabytki
Zabytki są położone głównie w centrum miasta – fragmenty fortyfikacji z XVI w. (znane jako Intramuros), kościół św. Augustyna (1599–1614), rezydencja prezydenta (pałac Malacanang) z okresu kolonialnego, neogotycki kościół św. Sebastiana. Ponadto imponujące budynki użyteczności publicznej z końca XIX w.
Jako kulturalne centrum kraju, miasto jest siedzibą wielu muzeów oferujących spory wybór wystaw traktujących o lokalnej historii i tradycjach. Muzeum Narodowe, zaprojektowane początkowo jako biblioteka i wybudowane ostatecznie w 1921 roku, zawiera eksponaty z wielu dziedzin kultury (historia naturalna, antropologia, sztuki piękne, a także planetarium). Oprócz tego na uwagę zasługuje kilka innych obiektów, jak Museo Pambata (interaktywne, przeznaczone dla dzieci), Muzeum Historii Politycznej Filipin, najstarsze działające muzeum uniwersyteckie czy Bahay Tsinoy – placówka dokumentująca chiński wkład w cywilizację Filipin.

## Charakterystyka miasta
Manila jest nowoczesnym miastem azjatyckim. Wokół centrum rozprzestrzeniają się dzielnice przemysłowe oraz nowoczesne osiedla mieszkaniowe (Makati) i turystyczno-rozrywkowe (Ermitta), a także slumsy (zwłaszcza dzielnica Tondo).

## Współpraca międzynarodowa
Manila posiada wiele miast partnerskich, podzielone na kategorie:
- International – partnerstwo międzynarodowe: 33 miasta
- Friendly location – partnerstwo związane z położeniem: 3 miasta
- Local city – partnerstwo lokalne: 2 miasta.

International
- Osaka, Japonia
- Sacramento, Stany Zjednoczone
- San Francisco, Stany Zjednoczone
- Maui, Stany Zjednoczone
- Honolulu, Stany Zjednoczone
- Guam
- Tajpej, Republika Chińska
- Winnipeg, Kanada
- Guangzhou, Chińska Republika Ludowa
- Acapulco, Meksyk
- Astana, Kazachstan
- Bangkok, Tajlandia
- Pekin, Chińska Republika Ludowa
- Bukareszt, Rumunia
- Cartagena de Indias, Kolumbia
- Hajfa, Izrael
- Hawana, Kuba
- Ho Chi Minh, Wietnam
- Inczon, Korea Południowa
- Dżakarta, Indonezja
- Jersey City, Stany Zjednoczone
- Yagi, Japonia
- Lima, Peru
- Madryt, Hiszpania
- Malaga, Hiszpania
- Montreal, Kanada
- Moskwa, Rosja
- Nowe Delhi, Indie
- Nicea, Francja
- Santiago, Chile
- Seberang Perai, Malezja
- Sydney, Australia
- Taizhong, Republika Chińska
- Takatsuki, Japonia
- Teheran, Iran
- Jokohama, Japonia

Friendly location
- Pusan, Korea Południowa
- Szanghaj, Chińska Republika Ludowa
- Xi’an, Chińska Republika Ludowa

Local
- Cebu City, Filipiny
- Davao, Filipiny